# Peter Lauridsen
Peter Lauridsen (født 14. september 1846 i Jegerup ved Haderslev, død 13. maj 1923 i København) var en dansk geografisk-historisk forfatter og skolemand.

## Liv og karriere
Peter Lauridsen blev født i Sønderjylland, søgte Tønder Seminarium fra 1863 og blev efter nogen afbrydelse dimitteret fra dets danske afdeling 1867, hvorpå han tog til København og i nogle år fulgte Københavns Universitets forelæsninger i nordisk sprog og historie.
1874 blev han løjtnant og gjorde et par år tjeneste som sådan. 1877 blev han ansat ved det københavnske skolevæsen, forfremmedes 1890 til viceinspektør og 1892 til inspektør; han tog afsked 1919.
Som skolemand har han navnlig henvendt sin omærksomhed på den grundlæggende side af geografiundervisningen (Hjemstavnslære) og har skrevet en fortrinlig geografi til skolebrug (1898), samt omarbejdet Johannes Holsts geografi. I anledning af Sønderjyllands genforening med Danmark udarbejdede han en Deutsches Lesebuch für Burger- und Mittelschulen der sudjutsche Landesteilén (1920).
Sine geografiske studier har han nedlagt i Jens Munk's Navigatio septentrionalis (1883), Vitus Bering og de russiske Opdagelsesrejser fra 1725—43 (1885) samt i en række større afhandlinger især i Historisk Tidsskrift og Geografisk Tidsskrift f.eks. Kartografen Johannes Mejer og Om Nordfrisernes Indvandring i Sønderjylland. Den gamle fællesskabslandsby har han behandlet i artiklen Om gamle danske Landsbyformer og i Den gamle danske Landsby .
Som sønderjyde har han haft indgående kendskab til den landsdel, hvor han blev født, og har til Sønderjydske Aarbøger skrevet Om Slesvig's Sydgrænse, Om den slesvigske Bondestands Fortid, Mellem Slagene 1849—50 (1900), Slesvig og Kronen 1660—69 (1906), Historiske og topografiske Oplysninger om Guldhornsfundene ved Gallehus; hans hovedværk er: Da Sønderjylland vaagnede (8 bind, 1909-22).
Han blev 13. marts 1908 medlem af Det kongelige danske Selskab for Fædrelandets Historie. 1922 blev han dr. phil. h.c. ved det filosofiske fakultet ved Københavns Universitet. 1917 blev han Ridder af Dannebrog.
Han er begravet i Roskilde.
Der findes et portrætrelief af Johannes Mølgaard fra 1918 og en tegning af Gerda Ploug Sarp fra 1922. Desuden fotografier

## Forfatterskab
- Jens Munks Navigatio septentrionalis. Med indledning, noter og kort. Paa ny udgiven af P. Lauridsen (Kjøbenhavn 1883)
- P. Lauridsen: "Kartografen Johannes Mejer" (Historisk Tidsskrift, 6. række, Bind 1; 1887)
- P. Lauridsen (anmeldelse af): "F. Geerz: Historisehe Karte von Dithmarschen, Eiderstedt, Helgoland (etc). Red. für die Zeit von 1643 bis 1648, mit besonderer Berücksichtigung der vor dem Jahre 1643 untevgegangenen Köge, Kirchen, Ortschaften etc. Berlin (im Selbstverlage des Verf.) 1886. — — Historische Karte von den Nordfriesischen Inseln Nordstrand, Pellworm, Amrum, Föhr, Sylt etc, der continentalen Marsch zwischen Hever u. Königsau, sowie von der Friesischen Vorgeest. Red. für die Zeit von 1643 bis 1648 mit besonderer Berücksichtigung der vor dem Jahre 1643 untergegangenen Köge, Kirchen, Ortschaften etc. Berlin (im Selbstverlage des Verf.) 1888" (Historisk Tidsskrift, 6. række, Bind 2; 1889)
- P. Lauridsen: "Om Nordfrisernes Indvandring i Sønderjylland" (Historisk Tidsskrift, 6. række, Bind 4; 1892)
- P. Lauridsen (anmeldelse af): "R. Mejborg: Nordiske Bøndergaarde i det XVIde, XVIIde og XVIIIde Aarhundrede. Første Bind: Slesvig. Kjøbenhavn (Lehmann & Stage) 1892" (Historisk Tidsskrift, 6. række, Bind 4; 1892)
- P. Lauridsen: "Om Bispedømmet Slesvigs Sognetal i Middelalderen" (Historisk Tidsskrift, 6. række, Bind 5; 1894)
- P. Lauridsen: "Om Bøndergaarde i Slesvig" (Historisk Tidsskrift, 6. række, Bind 6; 1895)
- R. Mejborg: "Om Bøndergaarde i Slesvig" (Historisk Tidsskrift, 6. række, Bind 6; 1895) (svar til P. Lauridsen)
- P. Lauridsen: "Om dansk og tysk Bygningsskik i Sønderjylland" (Historisk Tidsskrift, 6. række, Bind 6; 1895)
- P. Lauridsen: "Om de gamle danske Landsbyformer" (Aarbøger for nordisk Oldkyndighed 1896; s. 97-170)
- P. Lauridsen: "Holsten-Gottorp og Kronen 1658" (Historisk Tidsskrift, 7. række, Bind 5; 1904)
- P. Lauridsen: Da Sønderjylland vaagnede I; København 1909
- P. Lauridsen: Da Sønderjylland vaagnede II; København 1911
- P. Lauridsen: "Kong Christian VIII. og Reskriptet af 2. Debr. 1842" (Historisk Tidsskrift, 8. række, Bind 4; 1912)
- P. Lauridsen: "Havde de gottorpske Hertuger efter 1658(60) Medarveret til de kongelige Dele af Slesvig?" (Historisk Tidsskrift, 8. række, Bind 5; 1914)
- P. Lauridsen: "Sønderjydske Førere i 1850erne" (Historisk Tidsskrift, 9. række, Bind 2; 1921)